# Articulación mecánica
Una articulación mecánica es una conexión entre dos sólidos que permite que ambos se muevan porque convergen en el mismo eje o punto de apoyo, esto permite el movimiento de ambos en un mismo tiempo con grados de libertad según el diseño específico de cada tipo de articulación.

## Tipos de articulaciones
Cuando dos sólidos están unidos mediante articulación el conjunto cinemáticamente el número de grados de libertad suprimidos por la articulación es como mínimo igual a la dimensionalidad del espacio. Es decir, en una estructura o mecanismo plano cada articulación suprime dos grados de libertad traslacionales. Mientras en una estructura tridimensional una articulación reduce al menos tres grados de libertad traslacionales y dependiendo del tipo de articulación alguno de los grados de orientación. 

### Articulación cilíndrica

Articulación cilíndrica.

Una articulación cilíndrica en tres dimensiones, que puede realizarse mediante un pasador cilíndrico, elimina tres grados de libertad traslacionales y dos grados de libertad de orientación, haciendo que los dos sólidos compartan un eje de giro común. En dos dimensiones no puede distinguirse entre articulaciones cilíndricas y esféricas, ya que en una estructura o mecanismo plano sólo se suprimen grados de libertad traslacionales.

### Articulación esférica
Una articulación esférica o rótula esférica en tres dimensiones, obliga a que un sólido se mueva acopladamente con otro compartiendo un punto de común, pero sin restringir de ninguna manera la posibilidad de orientación de un sólido respecto al otro.

### Rótula fija
Una rótula fija es un tipo de articulación (cilíndrica o esférica) que ancla un sólido al suelo fijo o "bancada", eliminando completamente todos los grados de libertad traslacionales pero sin restringir la orientación respecto al suelo o bancada.

### Rótula deslizante
Una rótula deslizante es una articulación que ancla un sólido al suelo fijo o "bancada", eliminando sólo algunos de los grados de libertad traslacionales del sólido y sin restringir completamente la orientación geométrica de dicho sólido respecto al suelo.